# 八字法訣
八字法訣（はちじほうけつ）は、中国武術の伝統拳である太極拳としての楊式太極拳の楊班侯（永年楊氏二世）の作と伝わる理論書の九種の中のひとつ。楊班侯から牛連元。牛連元から呉孟侠に伝わる。八字法訣は、十三字行功訣の追加説明といわれる。
八字法訣　　　楊班侯　伝
三換二捋一擠按、搭手遇掤莫譲先。
柔裏有剛攻不破、剛中無柔不為堅。
避人攻守要採挒、力在驚弾走螺旋。
逞勢進取貼身肘、肩胯膝打靠為先。